# Kimberley Dahme
Kimberley Dahme (San Pablo, 22 aprile 1966) è una chitarrista, bassista e cantante statunitense.

## Biografia
È famosa per essere la bassista dei Boston, prima componente femminile del gruppo.

Fu notata da Tom Scholz e Gary Pihl sul palco. Alla fine dello show i due le chiesero se sapesse suonare il basso. Kimberley Dahme in quel periodo aveva alle spalle alcuni album country in cui suonava la chitarra e cantava, ma non sapeva suonare il basso. Dopo qualche tempo passato a studiare lo strumento si presentò nel 2001 ad un'audizione, ed entrò così nei Boston.

L'anno successivo uscì "Corporate America", album in cui canta una canzone da lei composta, "With You". Nel frattempo non ha abbandonato la carriera solista.

## Discografia

### Con i Boston
- 2002 - "Corporate America"
- 2013 - "Life, Love & Hope"

### Solista
- "These Wheels"
- 2000 - "Berlin Unplugged"
- 2004 - "Kimberley Dahme"
- 2005 - "You Barely Even Touched Me"
- 2006 - "Let's Sleep on it Tonight"